# Émile Marchoux
Émile Marchoux (né le 24 mars 1862 à Saint-Amant-de-Boixe (Charente) ; mort le 19 août 1943 à Paris) est un scientifique, biologiste et médecin français, pionnier de l'approche moderne du traitement de la lèpre, chef du Service de microbiologie tropicale de l'Institut Pasteur,  fondateur et président de la Société de pathologie exotique,  membre de l'Académie nationale de médecine

## Biographie
Après l'école primaire de son village et des études secondaires au lycée d’Angoulême, il poursuit ses études, en médecine, à Paris. En 1887, il soutient sa thèse consacrée à l'histoire des épidémies de fièvre typhoïde dans les troupes de marine à Lorient. Il est admis dans le Corps des Médecins de Marine et choisit, en 1890, le corps des Médecins des Colonies. De 1888 à 1893, il est médecin de marine puis médecin des colonies au Dahomey et en Indochine. Il se lie d'amitié avec Albert Calmette et Alexandre  Yersin. De retour d'Indochine, il effectue un stage à l’Institut Pasteur, sous la direction d’Émile Roux professeur de  microbie. 
De 1895 à 1899 il crée et dirige le laboratoire de microbiologie à Saint-Louis du Sénégal. 
Au retour d'une mission au Brésil, en 1905, au cours de laquelle Marchoux reçoit le titre de citoyen d’honneur de Rio, il quitte l'armée et il est nommé chef du Service de Microbiologie tropicale de l'Institut Pasteur.
En 1908, il fonde, avec A. Laveran et F. Mesnil, de la Société de pathologie exotique (SPE), dont il est le secrétaire général de 1908 à 1920.
Il préside, en 1923, le congrès international de la lèpre et il est élu président de l'Association internationale de la lèpre.
Il assure plusieurs responsabilités : président de la Société de médecine publique et de génie sanitaire, membre de l'Académie de médecine, membre  du Conseil supérieur d'Hygiène publique. membre  de la 4e section de l'Académie des sciences coloniales.
Émile Marchoux est élevé à la dignité de grand officier de la Légion d'honneur par décret 21 octobre 1932. Il a été chevalier en 1899, officier en 1907, commandeur en 1917.

## Publications
- Traité de pathologie exotique, clinique et thérapeutique, Paludisme (avec 140 figures dans le texte) co-auteur : Ch. Grall, 1910 565 p.
- La Fièvre jaune, rapport de la mission française composée de MM. Marchoux, Salimbéni et Simond. 1904 74 p.
- La Lèpre en Colombie, 1931, 7 p.
- Voies de pénétration des germes de la lèpre dans l'organisme (co-auteur  O. Chorine) 1939 6 p.